# Boudewijn V van Henegouwen
Boudewijn (?, ca. 1150 – Bergen (Henegouwen), 17 december 1195), bijgenaamd de Moedige, was als Boudewijn V graaf van Henegouwen (1171–1195), als Boudewijn I markgraaf van Namen (1188–1195) en als Boudewijn VIII graaf-gemaal van Vlaanderen (1191–1194).
Hij was de zoon van graaf Boudewijn IV van Henegouwen en Adelheid van Namen, dochter van Godfried van Namen, en verwierf in zijn tijd aanzienlijke invloed in het politieke leven van West-Europa. Boudewijn was in april 1169 getrouwd met Margaretha van de Elzas, zuster van Filips van de Elzas, graaf van Vlaanderen. Hiermee werd de vrede definitief die een einde had gemaakt aan een vete tussen de graven van Vlaanderen en Henegouwen die een eeuw had geduurd. In 1171 volgde Boudewijn zijn vader op als graaf van Henegouwen. In 1180 arrangeerde de kinderloze Filips een huwelijk tussen  Boudewijns dochter Isabella en Filips II van Frankrijk. Isabella kreeg van haar oom het graafschap Artesië mee als bruidsschat.
Boudewijn had bereikt dat zijn rijke en machtige oom Hendrik de Blinde, graaf van Namen en Luxemburg, die kinderloos was, hem tot erfgenaam had aangewezen. Maar Hendrik hertrouwde op hoge leeftijd met een jonge vrouw en kreeg bij haar alsnog een dochter, die hij in plaats van Boudewijn aanwees als erfgename. Boudewijn beschouwde dit als een inbreuk op de gemaakte afspraken en begon een oorlog met zijn oom. Hendrik kreeg steun van hertog Godfried III van Leuven, hertog Hendrik III van Limburg, graaf Floris III van Holland en een aantal kleinere heren, maar toch wist Boudewijn hem te verslaan. Keizer Frederik I van Hohenstaufen trad op als arbiter en bepaalde dat Boudewijn Namen zou erven en de status van rijksvorst zou krijgen, dat de dochter van Hendrik Longwy, La Roche-en-Ardenne en Durbuy zou erven en dat het graafschap Luxemburg terug zou vallen aan de Duitse kroon.
Door zijn huwelijk met Margaretha, erfgename van de kinderloze graaf van Vlaanderen, Filips van de Elzas, had Boudewijn ook een aanspraak op Vlaanderen. Koning Filips II van Frankrijk was echter van plan om het graafschap aan de kroon te laten terugvallen. Toen Filips van de Elzas in 1191 in het Heilige Land overleed, had het nieuws lange tijd nodig om Europa te bereiken. Boudewijns kanselier, Giselbert van Bergen, was in Italië toen hij het nieuws hoorde. Het lukte hem om Boudewijn te informeren voordat het nieuws koning Filips bereikte. Boudewijn had nu gelegenheid om Vlaanderen binnen te trekken en zijn vrouw als gravin te laten erkennen, voordat Filips II in actie kon komen. Uiteindelijk accepteerde Filips II de situatie in ruil voor 5000 zilveren marken en bovendien Atrecht, Lens, Sint-Omaars en Boulogne. Uit dit gebied zou veertig jaar later het graafschap Artesië ontstaan.
In 1194 wist hij zijn aanspraken op Namen veilig te stellen met zijn overwinning in de Slag bij Noville, waarbij hij hertog Hendrik III van Limburg en diens zoon wist gevangen te nemen. Bij de dood van zijn vrouw Margaretha (15 november 1194) deed hij afstand van het graafschap Vlaanderen ten voordele van zijn oudste zoon Boudewijn.
Boudewijn is begraven in de Sint-Waltrudiskerk van Bergen.

## Huwelijk en kinderen
|                                                                          |  |  |
| Boudewijn en Margaretha (Gravenkapel, Onze-Lieve-Vrouwekerk (Kortrijk)). |  |  |

De kinderen van Boudewijn en Margaretha waren:
- Isabella, koningin van Frankrijk, gravin van Valencijn
- Boudewijn (IX), graaf van Vlaanderen en Henegouwen, keizer van het Latijnse Keizerrijk
- Yolande, gehuwd met Peter II van Courtenay, keizer het Latijnse Keizerrijk na Hendrik
- Filips I van Namen (1175-1212), markgraaf van Namen
- Hendrik, keizer van het Latijnse Keizerrijk, als opvolger van Boudewijn
- Sibylle (1179-9 januari 1217), gehuwd met Guichard IV van Beaujeu (1160-1216)
- Eustatius (ovl. na 1217), legeraanvoerder van Hendrik in het Latijnse Keizerrijk, gehuwd met Angelina, dochter van Michaël I Komnenos Doukas, heer van Epirus.

Boudewijn had een buitenechtelijke zoon:
- Godfried, provoost in Brugge, Mechelen en Dowaai, aartsdiaken in het oude bisdom Kamerijk.

## Voorouders
| Voorouders van Boudewijn II van Henegouwen | Voorouders van Boudewijn II van Henegouwen                                             | Voorouders van Boudewijn II van Henegouwen                                             | Voorouders van Boudewijn II van Henegouwen                                             | Voorouders van Boudewijn II van Henegouwen                                             | Voorouders van Boudewijn II van Henegouwen                              | Voorouders van Boudewijn II van Henegouwen                              | Voorouders van Boudewijn II van Henegouwen                              | Voorouders van Boudewijn II van Henegouwen                              |
| ------------------------------------------ | -------------------------------------------------------------------------------------- | -------------------------------------------------------------------------------------- | -------------------------------------------------------------------------------------- | -------------------------------------------------------------------------------------- | ----------------------------------------------------------------------- | ----------------------------------------------------------------------- | ----------------------------------------------------------------------- | ----------------------------------------------------------------------- |
| Overgrootouders                            | Boudewijn II van Henegouwen (1056-1098) ∞ 1084 Ida van Leuven (ca. 1065 - 1139)        | Boudewijn II van Henegouwen (1056-1098) ∞ 1084 Ida van Leuven (ca. 1065 - 1139)        | Gerard I van Gelre (1060-1121) ∞ ? (–)                                                 | Gerard I van Gelre (1060-1121) ∞ ? (–)                                                 | Albert III van Namen (1035-1102) ∞ Ida van Saksen (1035–1107)           | Albert III van Namen (1035-1102) ∞ Ida van Saksen (1035–1107)           | Koenraad I van Luxemburg (1040-1086) ∞ ? (-)                            | Koenraad I van Luxemburg (1040-1086) ∞ ? (-)                            |
| Grootouders                                | Boudewijn III van Henegouwen (ca. 1087 - 1120)(–) ∞ 1107 Yolanda van Gelre (1090-1131) | Boudewijn III van Henegouwen (ca. 1087 - 1120)(–) ∞ 1107 Yolanda van Gelre (1090-1131) | Boudewijn III van Henegouwen (ca. 1087 - 1120)(–) ∞ 1107 Yolanda van Gelre (1090-1131) | Boudewijn III van Henegouwen (ca. 1087 - 1120)(–) ∞ 1107 Yolanda van Gelre (1090-1131) | Godfried van Namen (1067-1139) ∞ 1109 Ermesinde I van Namen (1080-1134) | Godfried van Namen (1067-1139) ∞ 1109 Ermesinde I van Namen (1080-1134) | Godfried van Namen (1067-1139) ∞ 1109 Ermesinde I van Namen (1080-1134) | Godfried van Namen (1067-1139) ∞ 1109 Ermesinde I van Namen (1080-1134) |
| Ouders                                     | Boudewijn IV van Henegouwen (1110-1171) ∞ Aleidis van Namen (-)                        | Boudewijn IV van Henegouwen (1110-1171) ∞ Aleidis van Namen (-)                        | Boudewijn IV van Henegouwen (1110-1171) ∞ Aleidis van Namen (-)                        | Boudewijn IV van Henegouwen (1110-1171) ∞ Aleidis van Namen (-)                        | Boudewijn IV van Henegouwen (1110-1171) ∞ Aleidis van Namen (-)         | Boudewijn IV van Henegouwen (1110-1171) ∞ Aleidis van Namen (-)         | Boudewijn IV van Henegouwen (1110-1171) ∞ Aleidis van Namen (-)         | Boudewijn IV van Henegouwen (1110-1171) ∞ Aleidis van Namen (-)         |
| Boudewijn de Moedige (1150-1195)           |                                                                                        |                                                                                        |                                                                                        |                                                                                        |                                                                         |                                                                         |                                                                         |                                                                         |